# Castell de Marmellar
El castell de Marmellar és una construcció del municipi del Montmell (Baix Penedès), declarada bé cultural d'interès nacional.

## Història
La primera referència documental és una venda feta el 1023 els comtes de Barcelona a Guillem Amat de Castellvell on, entre les afrontacions del terme de Castellví de la Marca s'esmenta el terme i el castell de Marmellar. L'any 1041 apareix consignat en una altra afrontació.
La línia dels feudataris és força desconeguda. Al segle xii la fortalesa era dels Banyeres. L'any 1157, Ponç de Banyeres moria a conseqüència d'unes ferides i deixava hereva universal del castell la seva filla Guisla, casada amb Guillem de Santmartí.
Al segle xiv consten diversos senyors. El 1358 era dels Anglesola. En un fogatge que va tenir efecte durant els anys 1365-1370 on hi consta l'existència de 9 focs, el senyor era Albert De Claramunt. El 1376, el castell de Marmellar era de Bertran de Gallifa i tenia 15 focs. Formà part del lot que el rei Pere el Cerimoniós (1319-1387) donà a Bernat de Fortià, germà de la reina Sibil·la de Fortià, quarta esposa del rei Pere, però el termè tornà al patrimoni reial després de la mort del rei.
Durant el regnat de Joan I (1387-1395) hi ha notícies sobre caceres realitzades per aquest rei en els territoris del castell de Marmellar. Més tard, pertangué als Boixadors i als Savallà.
A partir del segle xv deixa d'haver-hi notícies perquè la seva situació estratègica, al fons d'una riera, deixà de complir la missió inicial de defensa dels camins que s'anaven obrint durant el segle xi per les terres penedesenques, per tal d'anar fent avançar la frontera dels dominis musulmans tarragonins. Se sap que el terme fou confiscat durant més de mig segle després de la Guerra de Successió perquè el comte de Savallà era austriacista.
El 1738 fou adquirit pel botiguer de draps de llana Jaume Guàrdia i Morera (†1755), pare de Melcior de Guàrdia i Matas (1733-1789), futur senyor d'Almacelles.

## Descripció
Es troba al cim d'un turó espadat al mig de la vall de la riera de Marmellar, protegit per les cingleres que hi ha als costats nord i oest i aïllat per un revolt de la riera. Un xic allunyat de la plana del Penedès, se suposa que des del castell es controlava la vall lateral.

### Fortificació
Es conserven importants llenços de murs emmerletats i altres derruïts amb la capella romànica de Sant Miquel, en part restaurada. Situat al cim del turó de Marmellar, conserva una construcció de planta rectangular amb vuit merlets i alguns panys de muralla. El seu estat és ruïnós, però encara podem observar nombroses espitlleres, així com la seva antiga estructura. Els materials emprats són carreus de formes irregulars.
Coexistien el castell pròpiament dit, un lloc d'habitació senyorial i una església dins el recinte fet pel mur que envolta el cim del turó. Una nau, orientada de nord a sud, amb planta trapezial d'uns 18 m de longitud i uns 6,7 m d'amplada dividida per tres murs prims transversals. El mur oriental és el més ben conservat. Des de l'interior es conserva en una alçària d'uns 7,5 m. S'hi observen tres trespols o pisos diferents. Les diverses finestres són resoltes per fora amb tres pedres, una a cada banda i la tercera fent de llinda. A dins s'acaben amb un arc rebaixat. Hi veiem diverses espitlleres i onze permòdols en renglera al línit de les plantes principal i superior. Els carreus són de mida mitjana, lleugerament escairats.
Després de fet el castell es feren dues línies de muralla exterior al costat oriental. El primer mur té un gruix de 0,5 m i passava a uns 5,5 m de la paret oriental de la fortificació vers al nord. La segona muralla arrenca de l'angle nord-oest de la primera muralla i enllaça amb una altra muralla que té l'inici a l'absis de l'església. En la segona muralla s'hi obria un portal d'una amplada de 2 m.

### Església de Sant Miquel[calcitació]

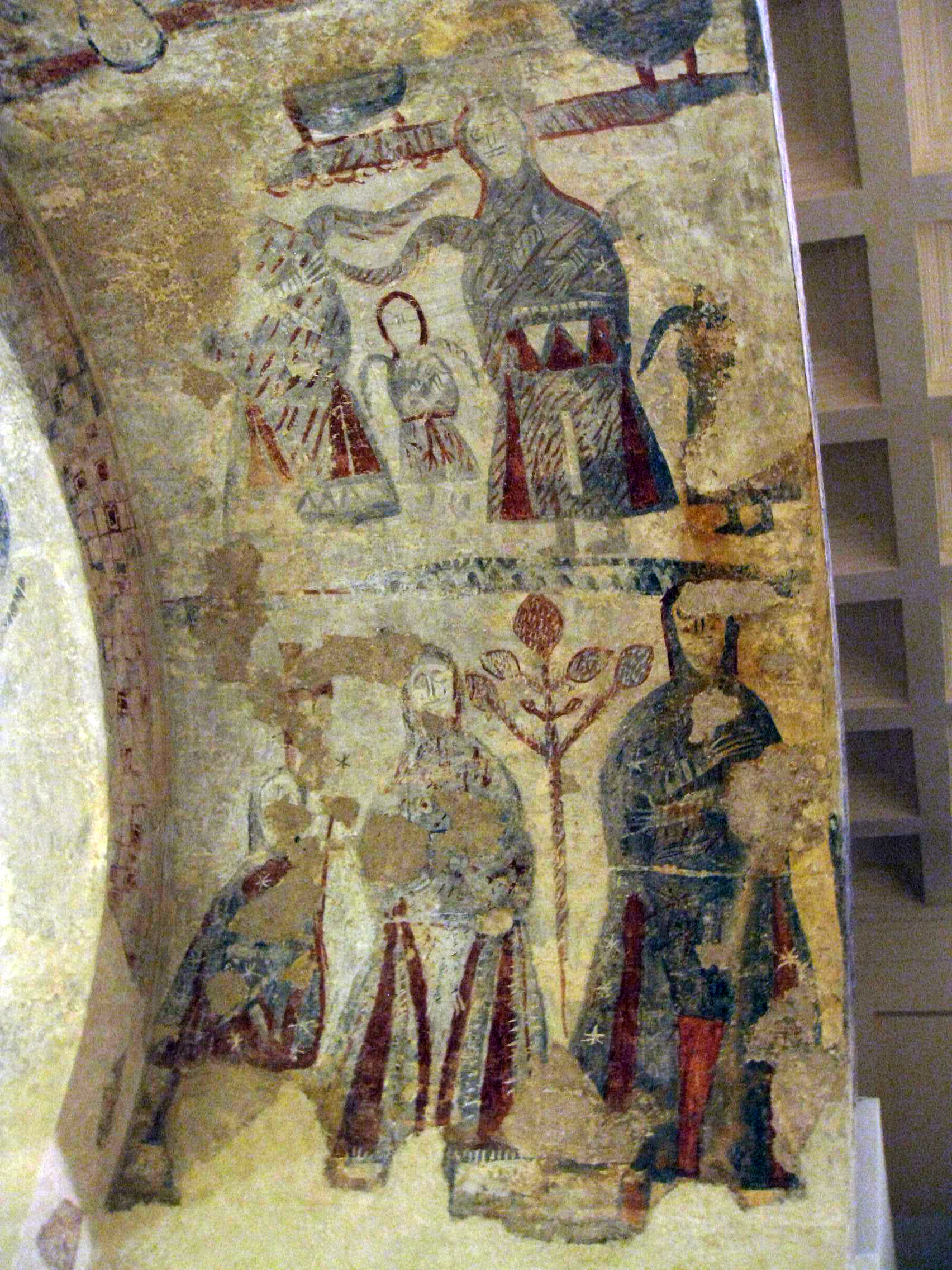
Absis de Marmellar (Museu Nacional d'Art de Catalunya)

Està situada dins el recinte del castell. L'any 1148, Guillem de Torroja, bisbe de Barcelona, donà a l'església de Sant Ruf d'Avinyó l'església de Sant Miquel Arcàngel del castell de Marmellar, al territori del Penedès, juntament amb la parròquia, el cementiri, els delmes, les primícies, ofrenes i possessions, perquè allí s'establís un convent de religioses canòniques segons la regla de Sant Agustí. Sembla que aquesta proposta no reexí. Sant Miquel fou parroquial fins al 1377 en que el culte passà a l'antiga sufragània del Pla de Manlleu. Des de 1600, l'església de Marmellar fou sufragània de Sant Jaume dels Domenys.
És un edifici d'una nau coberta amb volta de canó de perfil semicircular, feta amb formigó de calç que ha conservat les empremtes de l'encanyissat, reforçada per un arc toral i capçada al llevant per un absis semicircular, precedit d'un ampli arc presbiteral. Al costat sud de la nau s'hi afegí una capella rectangular coberta també amb volta de canó. La porta, molt reformada, es troba a la façana de ponent, on hi ha una finestra cruciforme i s'hi veuen molt bé els pendents de la coberta original. A l'absis s'hi obren tres finestres de doble esqueixada que conserven una decoració de pintura vermellosa a les juntes de les dovelles. Façanes llises llevat de l'absis que presenta una ornamentació de motius llombards del fris d'arcuacions sota el ràfec, distribuïdes en sèries de tres lesenes de pedra tosca. L'església de Sant Miquel de Marmellar és considerada un exemple perfecte de l'arquitectura del segle xi, plenament integrada en les formes llombardes.
Dins l'església s'hi conserven uns petits fragments de color vermellós a l'intradós de les finestres. La part més important del conjunt es conserva actualment al Museu Nacional d'Art de Catalunya (MNAC) on, a més de traslladades després de l'arrencament, foren restaurades i l'aspecte que ofereixen avui no es correspon ben bé al que oferien quan van ser descobertes, molt deteriorades. Sembla acceptat que les pintures representen històries al voltant de la Salvació, presidides pel Crist de l'Ascensió, flanquejat per serafins i personatges relacionats amb la passio de Crist. Les pintures es daten el segle xi, contemporànies a l'arquitectura del conjunt, plenament romàniques.